# تروي ميلر
تروي ميلر (بالإنجليزية: Troy Miller)‏ هو كاتب سيناريو ومنتج أفلام ومخرج أمريكي، ولد في القرن العشرين في الولايات المتحدة.

## وصلات خارجية
- الموقع الرسمي
- تروي ميلر على موقع IMDb (الإنجليزية)
- تروي ميلر على موقع ألو سيني (الفرنسية)
- تروي ميلر على موقع أول موفي (الإنجليزية)
- تروي ميلر على موقع قاعدة بيانات الأفلام السويدية (السويدية)
- تروي ميلر على موقع قاعدة بيانات الفيلم (الإنجليزية)
- تروي ميلر على موقع كينوبويسك (الروسية)